# Маленькі трагедії (фільм, 1971)
«Маленькі трагедії» (рос. «Маленькие трагедии») — російський радянський художній фільм 1971 року режисерів Антоніна Даусона та Леоніда Пчолкіна.

## Сюжет
Телеспектакль за п'єсами Олександра Пушкіна «Скупий лицар», «Моцарт і Сальєрі» в постановці режисера Леоніда Вів'єна та Ленінградського державного академічного театру драми імені Олександра Пушкіна.

## У ролях
- Микола Симонов -  Сальєрі
- Інокентій Смоктуновський -  Моцарт
- Бруно Фрейндліх -  Барон
- Микола Мартон -  Альбер
- Юрій Родіонов -  Герцог
- Юрій Свірін -  Соломон
- Василь Мінін -  Іван
- Олена Вановская -  Дона Анна
- Семен Ситник -  Дон Гуан
- Олександр Борисов -  Лепорелло
- Людмила Вагнер -  Лаура
- Борис Тетерін -  Дон Карлос
- Олексій Селезньов -  Чернець

## Творча група
- Режисер-постановник вистави: Леонід Вів'єн
- Режисери телевізійної версії:: Антонін Даусон, Леонід Пчолкін
- Оператор: Юрій Схіртладзе
- У фільмі використовується музика з творів В. А. Моцарта і Дмитра Шостаковича